# Šolski center Ptuj
Šolski center Ptuj (ŠC Ptuj) je javni zavod, ki deluje na podlagi Zakona o zavodih in Zakona o organizaciji in financiranju vzgoje in izobraževanja.V šolskem centru Ptuj se izobražuje mladina, izvajajo programe prekvalifikacij in dokvalifikacij brezposelnih oseb, izobraževanje odraslih, ter izvajanje programov dodatnega usposabljanja zaposlenih. Javni zavod (Srednješolski center Ptuj) redno pridobiva dodatna sredstav iz naslova razpisanih projektov Evropskega socialnega sklada, CMEPIUSa, Ministrstva za šolstvo in šport, ostalih ministrstev ter razpisov Komisije EU.

## Pedagoške enote
Šolski center Ptuj sestavljajo avtonomne pedagoške enote, oziroma šole:
- Elektro in računalniška šola
- Strojna šola
- Šola za ekonomijo, turizem in kmetijstvo
- Višja strokovna šola
- Medpodjetniški izobraževalni center

## Knjižnica
Srednješolski center Ptuj ima tudi svojo knjižnico. Šolska knjižnica je s svojim delovanjem sestavni del učnega dela na šoli. V knjižnici se dijake in druge uporabnike navaja na samostojno delo, oziroma uporabo gradiva. V njej potekajo tudi različne dejavnosti, kot so na primer:
- Bibliografije raziskovalcev
- Bralna skrinja
- Knjižnična informacijska znanja
- Nabava in obdelava gradiva
- Srečanje z avtorji
- Razstave
- Učbeniški sklad

Knjižnica ŠC Ptuj je polnopravna članica sistema COBISS/OPAC. Cilj knjižnice je dijake navaditi na samostojno iskanje informacij ter nudi pomoč v času šolanja dijaka.

### Zgodovina knjižnice
Knjižnica je nastala iz fonda knjižnic šol, ki so se leta 1979 združile v Srednješolski center. Te so bile: ekonomska šola, gimnazija, kmetijska šola in kovinarska šola. Fond knjig je bil ločen vse do leta 1982, ko se je en naslov iskal na štirih mestih. V tem letu pa se je knjižnično gradivo združilo in uredilo po sistemu UDK, prilagojenim potrebam srednješolcev. Knjige so ves čas na razpolago profesorjem in dijakom v prostem pristopu.

## Zgodovina ŠC Ptuj
Začetki Srednjega šolskega centra Ptuj segajo v leto 1979, ko je bil ustanovljen Srednje šolski center Ptuj. Kljub uvajanju novih programov je v 1980. letih zanimanje mladih za tovrstno izobraževanje začelo upadati. Vpis se je tako od leta 1980/81, ko se je v 34 oddelkih šolalo 1077 učencev, dobesedno razpolovili, saj je bilo leta 1984/85 vpisanih le še 508 učencev v 17 oddelki. Razlogi za upadanje vpisa so bili velike težave mladih pri iskanju prve zaposlitve, zelo nizek odstotek kadrovskih štipendij ... V času od 1981 do 1988 je deloval Srednješolski center Ptuj kot enovitna delovna organizacija, ki ga je najprej vodila ravnateljica Matilda Hlupič, nato pa Meta Puklavec. Leta 1993 se Srednješolski center Ptuj reorganizira v enojni zavod s petimi šolami. Triletni programi se združijo v poklicni elektro in strojni šoli, štiriletne pa v tehniški elektro in strojni šoli. Ta organizacijska oblika preživi le tri leta.